# Siero del supersoldato
Il siero del supersoldato (Super-Soldier Serum) è uno speciale composto chimico immaginario, appartenente all'universo narrativo dei fumetti Marvel Comics e comparso per la prima volta su Captain America Comics (vol. 1) n.1 (marzo 1941).
Creato dal dottor Abraham Erskine durante la seconda guerra mondiale, il termine "siero" è usato in maniera impropria per definirlo poiché il preparato chimico si compone da vari processi; la formula consente di incrementare tutte le capacità fisiche e mentali di un essere umano portandole all'apice della perfezione ma il solo soggetto che ne ha beneficiato appieno prima dell'omicidio del suo creatore è Capitan America. Nel corso degli anni di pubblicazioni diversi altri personaggi hanno ottenuto superpoteri da varianti o tentativi di riproduzione del siero tra cui Isaiah Bradley (nel MCU), Josiah X, Protocidio, Union Jack, Sentry, Luke Cage, Bruce Banner (nel MCU) e Patriot ma la maggior parte di essi ha poi manifestato effetti collaterali quali danni genetici o gravi carenze mentali, motivo per cui i risultati ottenuti con la creazione di Capitan America sono rimasti ineguagliati.

## Storia

### Operazione Rinascita
Il siero del supersoldato originale viene ideato e realizzato negli anni quaranta dal brillante biochimico Abraham Erskine, nell'ambito di un progetto militare statunitense noto come "Operazione Rinascita" ("Operation: Rebirth"). Supervisionato dal generale Chester Phillips, il progetto fu istituito allo scopo di creare un esercito di soldati fisicamente e mentalmente perfetti, da impiegare contro le Potenze dell'Asse nel corso della seconda guerra mondiale. All'epoca, all'insaputa di tutti, alcuni ufficiali sperimentano la formula incompleta sulla giovane recluta Clinton McIntyre, provocandone la morte. Successivamente, il composto viene ultimato e testato sul giovane volontario civile Steve Rogers, gracile e debole ma, al contempo, dotato di un coraggio e di un carisma fuori dal comune e desideroso di servire il suo Paese. Dopo che il siero gli viene somministrato tramite un'iniezione per via endovenosa, il suo corpo cresce enormemente in statura e in massa muscolare e sviluppa capacità incredibili: infatti, Rogers acquisisce forza, resistenza, velocità, agilità, sensi, riflessi e intelligenza superiori a quelli di chiunque sia sprovvisto di superpoteri. Steve diviene totalmente immune al controllo mentale e a qualunque tipo di tossina o malattia, oltre a sviluppare la capacità di guarire dalle ferite subite con una velocità incredibile. Anche il suo naturale invecchiamento risulta estremamente rallentato; inoltre, come si scoprirà in seguito, il siero che scorre nelle vene di Rogers fa sì che, in caso di ibernazione, i suoi fluidi corporei non si cristallizzino e che il supersoldato entri in uno stato di animazione sospesa in grado di durare interi decenni, senza invecchiare minimamente durante il suo corso. In seguito, Steve verrà addestrato per essere un soldato e un leader esperto e, indossando un vistoso costume a stelle e strisce e imbracciando uno speciale scudo in lega antiproiettile, diverrà il leggendario Capitan America, supereroe simbolo del suo Paese. Tuttavia, subito dopo aver assistito alla trasformazione di Rogers, una spia nazista infiltrata nel laboratorio in cui si stava svolgendo l'esperimento spara ad Erskine, uccidendolo.
Poiché, per ragioni di sicurezza, il biochimico non ha mai trascritto su carta le sue ricerche, se non ad eccezione di qualche vago appunto, la formula del siero originale viene smarrita a seguito della sua morte e l'Operazione Rinascita viene ufficialmente chiusa. In questo modo, Capitan America rimarrà l'unico supersoldato perfettamente riuscito mai creato.

### Primi tentativi di replica
Nel 1943, il colonnello Walker Price e il dottor Wilfred Nagel riaprono il programma e, dopo averne simulato la morte, reclutano forzatamente un plotone di 300 soldati afroamericani. Su di loro viene testata una nuova e apparentemente molto promettente formula, volta a riprodurre l'originale. La maggior parte dei soggetti muore in seguito all'iniezione, ma alcuni sopravvivono e sviluppano le stesse caratteristiche e capacità di Capitan America, sebbene, a seguito della trasformazione, una parte di essi riporti evidenti malformazioni fisiche. I nuovi supersoldati vengono mandati in Germania, al fine di bloccare dei rifornimenti nazisti, missione da cui soltanto uno di loro fa ritorno, Isaiah Bradley. In seguito, egli viene mandato in missione suicida in un campo tedesco, con lo scopo di impedire a uno scienziato nazista di sviluppare a sua volta una formula per la creazione di supersoldati. Per compiere la missione, Bradley indossa senza autorizzazione un costume di Capitan America e per questo, fatto ritorno in patria, viene messo agli arresti e tenuto in isolamento per diciassette anni. È durante questo periodo che viene scoperto un altro effetto collaterale del siero che lo ha trasformato: col passare degli anni, esso si deteriora, rendendo Isiah sterile e provocandogli gravi danni cerebrali che lo portano a sviluppare l'autismo.
L'esercito tenta inoltre di duplicare i poteri di Isaiah prelevandogli dei campioni di sperma (prima della sua sterilizzazione) e riuscendo, dopo 38 tentativi fallimentari, a fecondare uno degli ovuli prelevati da sua moglie Faith portando alla nascita di Josiah X, successivamente affidato a una madre putativa che, scoperto l'uso militare che vuole farne il governo, fugge portandolo con sé.
Contemporaneamente lo scienziato tedesco Eric Schmitt sintetizza una sua variante della formula poco prima di venire internato dal Teschio Rosso a causa delle sue discendenze ebraiche e consegna la sua ricerca a Brian Falsworth, che ingerisce il composto e se ne serve per affrontare i nazisti nei panni del primo Distruttore. Verso la fine della guerra anche le Potenze dell'Asse sviluppano un loro siero del supersoldato ma un solo soggetto sopravvive alla sua somministrazione sviluppando poteri sovrumani: Master Man.

### Anni cinquanta
Nel 1953 un anonimo professore di storia ossessionato da Capitan America ritrova gli appunti di Erskine, sottratti dalla spia nazista Albrecht Kerfoot, e li riporta in patria concludendo un accordo col governo a seguito del quale, dopo aver assunto il nome e l'aspetto di Steve Rogers tramite chirurgia plastica, il siero viene sperimentato su di lui trasformandolo nel Capitan America degli anni cinquanta, simbolo di propaganda del paese nel periodo della guerra fredda. La formula si rivela tuttavia imperfetta e, nel giro di poco tempo, gli provoca allucinazioni e disturbi che lo inducono alla follia.
Anni dopo, il governo canadese affida al Dipartimento K il compito di replicare il siero del supersoldato rendendolo ancora più potente, ma il tossicodipendente Bob Reynolds si introduce di nascosto nel laboratorio di uno dei membri dello staff di ricerca, il dottor Cornelius Worth, ed ingerisce la sostanza chimica scambiandola per un allucinogeno trasformandosi così nel supereroe Sentry, dotato di poteri semidivini

### Altre imitazioni
Poco dopo il conflitto in Vietnam l'agente Frank Simpson (Nuke) viene inserito nel programma Arma VII che, nel tentativo di renderlo un supersoldato, gli impianta uno strato anti-proiettili sotto pelle e un secondo cuore.
Il dottor Noah Burstein, figlio di uno scienziato nazista incaricato di replicare il lavoro di Erskine, continua le ricerche del padre mettendo le sue scoperte al servizio del governo statunitense per riscattare il nome della sua famiglia, sviluppando un trattamento che fornisce poteri sovrumani all'agente della CIA Mitchell Tanner (Warhawk). Al fine di procurarsi volontari per un esperimento volto a stimolare la rigenerazione delle cellule umane e rallentare l'invecchiamento, lo scienziato recluta inoltre dei detenuti dal carcere di Seagate promettendo in cambio la libertà ma, durante il primo di questi esperimenti un secondino razzista sabota le macchine nella speranza di uccidere il giovane detenuto di colore collegatovi che, tuttavia, sopravvive ottenendo forza sovrumana ed invulnerabilità per poi evadere e cambiare nome in Luke Cage.
Tale cosiddetto "Processo Power Man" si rivela impossibile da replicare anche per lo stesso Burstein difatti nel momento in cui il criminale Bushmaster lo costringe a svolgere lo stesso esperimento su di lui subisce un effetto collaterale che lo trasforma in una statua; ad ogni modo, basandosi su una delle sostanze alla base del processo (l'acetovaxidol) la marina militare statunitense tenta di creare una sua versione di Capitan America somministrandola tramite una sorta di cerotto transdermico ad un Navy SEAL ribattezzato "Anti-Cap" che si trasforma però in un pericoloso psicopatico.
Alcuni discendenti di Erskine hanno inoltre perfezionato una sua formula volta all'ottenimento di un supersoldato per vie naturali tramite l'adesione sin dall'infanzia ad un rigido regime d'alimentazione, i risultati di tale processo si sono concretizzati nel pronipote dello scienziato, Michael van Patrick (MVP), dotato di capacità fisiche al vertice delle possibilità umane.
Il giovane Eli Bradley (Patriot) ottiene capacità da supersoldato dopo aver ricevuto una trasfusione di sangue dal nonno Isaiah. mentre il dottor Jacob Paxton-Erskine, nipote del creatore del siero, si basa sugli appunti del nonno per cercare una cura al cancro.
Tempo dopo il caporale della US Army Todd Ziller si offre volontario per un nuovo processo dedito a creare un supersoldato con la somministrazione di un composto ottenuto miscelando raggi gamma, Ormone Mutante della Crescita, Particelle Pym e Siero di Lizard trasformandosi in un gigantesco rettile ribattezzato "American Kaiju".

## Altre versioni

### Terra 1287
Nella realtà alternativa di Terra 1287 il siero del supersoldato è stato sviluppato da un conglomerato di divisioni scientifiche governative formato da scienziati di tutto il mondo ed è in grado di conferire poteri sovrumani a chiunque lo ingerisca sebbene, nel giro di pochi giorni, l'elevato stress cellulare finisca per uccidere il soggetto provocando una violenta esplosione.

### Ultimate
Nell'universo Ultimate il siero del supersoldato ha un ruolo centrale in quanto la maggior parte dei personaggi devono i loro poteri a una variante della formula: Erskine utilizza il giovane Nick Fury come prima cavia per poi sperimentare la versione definitiva su Steve Rogers, entrambi ottengono capacità non solo all'apice umano ma addirittura superumane; dopo l'omicidio dello scienziato tuttavia la formula viene persa ed ogni successivo tentativo di riproduzione fallisce provocando la morte del soggetto. Per riprodurre la sostanza il governo statunitense compie esperimenti su vari soggetti tra cui Frank Simpson (Nuke) che grazie ad alcuni impianti cibernetici nel suo organismo non ha crisi di rigetto ma che poi diserta poiché disgustato dalle azioni degli Stati Uniti durante la guerra del Vietnam, l'esercito tiene inoltre segregato il figlio di Capitan America, che in seguito fugge divenendo il Teschio Rosso mentre, in risposta agli esperimenti americani, l'organizzazione canadese nota come Programma Arma X finisce per alterare geneticamente un vasto numero di persone dando origine alla razza mutante. Hulk è stato creato accidentalmente da Banner testando su sé stesso una sua variante del siero del supersoldato, il primo martello e la cintura utilizzati da Thor fanno parte del programma per il supersoldato norvegese, Peter Parker ha ottenuto i suoi poteri dopo essere stato morso da un ragno in cui è stato iniettato il siero di Oz, una variante del siero del supersoldato realizzata da Norman Osborn, che in seguito lo somministra a sé stesso trasformandosi in Goblin mentre suo figlio diviene Hobgoblin e vari altri avversari o comprimari delle vicende del supereroe ottengono superpoteri dall'esposizione all'Oz. Abdul Al-Raham, il Colonnello dei Liberatori è la versione araba del supersoldato ed il solo individuo su cui il siero abbia avuto lo stesso effetto riscontrato in Steve Rogers. In generale la Terra dell'universo Ultimate è alla continua ricerca del siero definitivo, tant'è che numerose basi scientifiche dello S.H.I.E.L.D. si occupano quotidianamente del suo perfezionamento.

## Altri media

### Marvel Cinematic Universe
- Ne L’incredibile Hulk (2008) Bruce Banner si trasforma nel mostro verde dopo aver provato a replicare il siero sperimentandolo su sé stesso[41], mentre per dargli la caccia Emil Blonsky assume dosi sempre maggiori di una variante militare della formula facendosi infine iniettare volontariamente da Samuel Sterns il sangue infetto di Banner e trasformandosi definitivamente in Abominio.
- In Captain America - Il primo Vendicatore (2011) vengono narrate le origini del siero in una versione fedele al fumetto, tuttavia il primo ad averlo usato per potenziarsi fisicamente è stato il Teschio Rosso, rimasto sfigurato dal trattamento, mentre Steve Rogers è stato il secondo soggetto sottoposto all'esperimento e l'unico tentativo riuscito prima dell'omicidio di Erskine.
- Durante la prima stagione della serie televisiva Agents of S.H.I.E.L.D. una fazione dell'Hydra guidata da John Garrett[42] sviluppa un siero endovenoso chiamato Centipede mescolando tecnologia aliena, radiazioni gamma, virus Extremis e siero del supersoldato[43].
- In Captain America: The Winter Soldier (2014) Arnim Zola rivela che Bucky è sopravvissuto alla caduta nel vuoto a seguito della quale è stato dato per morto poiché nel 1943, dopo averlo catturato, l'Hydra ha svolto degli esperimenti su di lui con una variante del siero.
- In Captain America: Civil War (2016) tramite una flashback viene rivelato che, nel 1991, Howard Stark è riuscito a sintetizzare il siero e l'Hydra ha dunque fatto assassinare lui e sua moglie dal Soldato d'Inverno al fine di rubare le cinque fiale sintetizzate e creare altrettanti supersoldati rivelatisi però incontrollabili e messi in ibernazione per poi venire uccisi da Zemo.
- In Black Widow (2021) compare Red Guardian, controparte sovietica di Captain America, reso tale da un siero sviluppato dai russi.
- In The Falcon and the Winter Soldier (2021) il siero del supersoldato è spesso al centro della trama: esso è responsabile della forza di alcuni tra i Flag Smasher, del nuovo Captain America John Walker e di Isaiah Bradley.

### Cinema
- Nel film del 1990 Capitan America, realizzato da Marvel Entertainment, 21st Century Film Corporation e la jugoslava Jadran Film, il siero del supersoldato viene creato dalla scienziata italiana Maria Vaselli per conto del governo fascista e sperimentato su un bambino che in seguito diviene Teschio Rosso, disgustata da tutto ciò la dottoressa Vaselli diserta il suo paese e aiuta gli Stati Uniti a creare un loro supersoldato: Steve Rogers (Capitan America), tramite una complessa operazione che, oltre all'assunzione del composto chimico, prevede il bombardamento del corpo del soggetto con quelle che sembrano scariche di energia elettrica.

### Televisione
- Il siero del supersoldato e l'esperimento che ha portato alla creazione di Capitan America vengono mostrati nel primo segmento dedicato al personaggio nella serie animata The Marvel Super Heroes.
- Nel film TV Captain America e nel suo sequel Captain America II: Death Too Soon, entrambi del 1979, il protagonista è un giovane degli anni settanta che ottiene i suoi poteri da una sorta di steroide chiamato "Full Latent Ability Gain" (FLAG) e sintetizzato da suo padre, agente governativo assassinato durante la seconda guerra mondiale.
- In Spider-Man: The Animated Series il siero del supersoldato appare in tre differenti forme: la prima, quella perfetta creata dal dottor Reinstein, dà vita a Capitan America ma viene perduta in seguito a un sabotaggio che costa la vita allo scienziato, mentre la seconda versione, imperfetta, viene somministrata ad altri cinque volontari che diventano gli eroi di guerra Distruttore, Miss America, Thunderer, Black Marvel e Trottola, infine la terza versione, sintetizzata da Alistair Smythe dopo che Kingpin estorce la formula originaria a John Hardeski (unico ad averla letta prima del sabotaggio) conferisce superpoteri a Felicia Hardy che in seguito diventa il "Gatto Nero".
- In un episodio della serie X-Men: Evolution, viene rivelato attraverso un flashback di Logan che Capitan America ha ottenuto capacità straordinarie dal siero del supersoldato ma, a causa di un difetto nel processo, è poi andato incontro ad un deterioramento cellulare che lo ha costretto ad andare in ibernazione nell'attesa che si trovi una cura.
- Il siero del supersoldato compare in un episodio di Avengers - I più potenti eroi della Terra durante una breve sequenza in bianco e nero che mostra le origini di Capitan America.
- Nella serie animata Ultimate Spider-Man Power Man ha ottenuto i suoi poteri grazie a una variante del siero.
- Nella terza stagione di Avengers Assemble Helmut Zemo ringiovanisce ed ottiene capacità simili a quelle di Capitan America dopo aver sperimentato su di sé una variante del siero del supersoldato ideata da suo padre.

### Videogiochi
- In un livello del videogioco Marvel: La Grande Alleanza il giocatore si trova ad affrontare delle gigantesche creature nate in seguito ad un esperimento svolto da un gruppo di scienziati per replicare il siero del supersoldato.